# Molestia

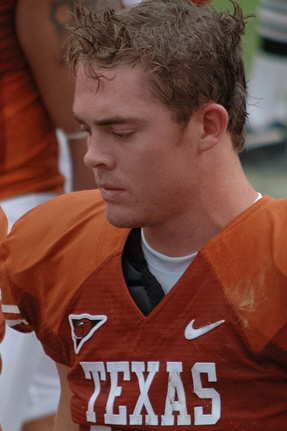
Un jugador de fútbol americano parece estar molesto después de haber sido enviado a la banca.

La molestia es un estado mental desagradable que se caracteriza por los efectos como irritación y distracción de nuestro pensamiento consciente. Puede conducir a las emociones como la frustración y la ira. La propiedad de molestarse fácilmente es llamada irritabilidad, quien se molesta con facilidad es llamado irritable y algo que molesta puede llamarse irritante, un fastidio o fastidioso, entre otras calificaciones, de esta manera personas con estos adjetivos se les llama madrina, en determinado momento aquellas personas que hacen viajes relámpago, estas personas suelen recurrir al enojo con facilidad puede desencadenar frustraciones como el estrés y provocar la agresión o la violencia.

## Psicología
Existen varias razones de por qué se encuentra estímulos particulares molestos. La medición de la molestia es muy subjetiva. Como un intento de medición, estudios psicológicos sobre las molestias a menudo se basan en las calificaciones de sus temas propios de los niveles de molestia en una escala. Muchos estímulos de que uno es en un principio neutral, o incluso se encuentra agradable, se puede convertir en molestias de la exposición continua repetida. A menudo se puede encontrar este fenómeno con los medios de comunicación como la música popular, memes, comerciales y jingles publicitarios, que por su propia naturaleza se repiten continuamente durante un período de semanas o meses.
Un estudio publicado en la International Journal of Conflict Management (Revista Internacional de Gestión de Conflictos) encontró que uno de respuesta a una molestia, al menos cuando la causa que se percibe es otra persona, escalar a niveles más extremos, ya que quedan sin resolver. También se encontró que uno era más probable que culpar a la parte que estaba causando la molestia en el estudio, en lugar de uno mismo, por las molestias que se intensificaron.
La guerra psicológica puede implicar la creación de molestias para distraer y desgastar la resistencia del objetivo. Por ejemplo, en 1993 el FBI tocaba música "específicamente seleccionada por su capacidad de irritación" en los altavoces fuera de la Iglesia Davidiana en Waco, Texas, en un intento de llevar a cabo la renuncia de David Koresh y sus seguidores.

## Software
Las molestias se utilizan para medir qué tan bien un programa de software se ajusta a (o compite contra) expectativas de los usuarios acerca de cómo una característica particular o un paquete debería funcionar. Las molestias individuales son sistemáticamente archivadas y catalogadas por los usuarios y los encuestados. Dichos archivos incluyen a menudo "destructores de molestia" o "soluciones" que se puede utilizar para resolver o atenuar los efectos irritantes. Para los títulos de software de mayor venta, los archivos de molestias y las soluciones son a menudo publicados. 